# Гуляй, Вася! Свидание на Бали
«Гуляй, Вася! Свидание на Бали» — российский фильм в жанре комедия. Режиссёр — Роман Каримов. Фильм вышел 4 марта 2021 года. Фильм является продолжением «Гуляй, Вася!» и оформлен как романтическая драма-комедия. Телевизионная премьера комедии состоялась 4 ноября 2021 года на телеканале ТНТ.

## Сюжет
В продолжении истории у Васи до сих пор проблемы с женихами, которые борются за её внимание. У Васи по-прежнему есть цель переманить Пашу на свою сторону, пока Кира отправляет мужа к психотерапевту. Макс тоже выбегает на дорогу с Васей. Игра о том, кто будет лучшим поклонником, возникает, когда начинается погоня, которая заканчивается полётом на Бали. Все враждующие партнёры садятся в экономический класс в аэропорту. Самолёт вылетит на Бали. Российские туристы оказываются во многих приключениях на острове, включая изучение балийской коммунистической общины во главе с уроженцем России по имени Данко.

## В ролях
| Актёр             | Роль     |
| ----------------- | -------- |
| Любовь Аксёнова   | Вася     |
| Борис Дергачёв    | Паша     |
| Роман Курцын      | Макс     |
| Сергей Аброскин   | Гарик    |
| Вера Кинчева      | Кира     |
| Святослав Королёв | психолог |
| Владимир Карпук   | Данко    |
| Ефим Петрунин     | Митя     |
| Софья Райзман     | Настя    |
| Эндрю Суброто     | Марго    |

## Производство

### Развитие
Фильм «Гуляй, Вася! Свидание на Бали» — это продолжение комедии 2017 года «Гуляй, Вася!». Фильм выйдет в прокат в России 4 марта 2021 года. Во второй части фильма действие полностью будет происходить в Индонезии. Фильм сосредоточен вокруг комедии на острове Бали. В основе фильма — романтическая комедия, включающая приключения. В последнее время остров стал популярной туристической точкой для россиян. Фильм был снят с целью запечатлеть экзотическое место Бали и может рассматриваться как альтернативное курортное развлечение пляжному отдыху, отменённому пандемией.
Режиссёр Роман Каримов отметил, что у оригинального фильма есть неизведанная предыстория, которую производственная группа хотела развить для продолжения. Сценарий развивал знакомых персонажей, таких как Митя, Настя, Кира и Паша. Балийский набор включал деревню, а также постановку трюков, созданную актёром Романом Курцыным. Производство фильма дало актёру возможность по-новому взглянуть на технику трюков.
Местные жители города на Бали были наняты в качестве актёров. Злодея также исполнил местный балийец. Роль исполнил телохранитель Эндрю Суброто, который обычно является телохранителем VIP-персон, включая Тома Круза. В кульминационной сцене произошла драка, из-за которой актёр получил несколько переломов. В этой сцене кабельные линии перекрывались, когда актёр Суброто бросил актёра Курцына в сцене драки. Несмотря на эффекты, актёр продолжал сниматься до последней секунды фильма.
Создатели фильма отметили, что фильм является продолжением первого фильма, ставшего для многих незабываемым. Съёмки начались до прибытия COVID-19. Один из главных героев фильма, Макс, которого играет актёр Роман Курцын, в продолжении сменит роль злодея на хорошего героя. Герои оригинального фильма продолжились и в сиквеле, в их числе DJ Митя, Паша, Макс и главная героиня Вася. Aктриса Любовь Аксёнова исполнила главную роль — Васи (главной героини). Персонаж описывается как героиня, которую преследуют многие женихи. По словам автора, фильм основан на реальных жизненных событиях, произошедших с режиссёром Романом Каримовым.

### Рецензии
Вадим Богданов написал для Intermedia, что фильм похож на летние голливудские комедии с необычным сюжетом, любовными линиями и десятком разных персонажей. Родион Чемонин написал для Film.ru, что фильм от «самых непредсказуемых автора в современном российском кинематографе». Кроме того, фильм творческий и «Сиквел богат на истории». В фильме также есть заключительный посыл о том, что чрезмерное усложнение жизни можно решить, подумав с самого начала. Рецензия на фильм от «Кино Mail» отметила, что главным преимуществом фильма для просмотра является его «экзотических фонах, тут полно экшена: есть и бои без правил, и гонки, и даже похищение».
Рецензия от «Кино-Театр» отметила "фильм наследует диковатую формулу бредовых предлагаемых обстоятельств оригинальной картины". В обзоре также говорилось, что операторская работа и режиссура способствуют некоторым специальным эпизодам. Это включает в себя фарсовые элементы, которые развиваются, когда Паша начинает ностальгировать по своей родной стране после того, как его гастрольная команда попадает в засаду Данко из Советского Союза.

## Детали
Деревня туземцев была с нуля построена художником-постановщиком Марселем Калмагамбетовым в северной части Бали. Дома местных жителей были сделаны из подручных материалов.
Ради съемок сцен проезда героев Романа Курцына и Сергея Аброскина на мопеде авторам фильма пришлось на время перекрывать одну из главных трасс Бали.